# Linea Marunouchi
La linea Marunouchi (丸ノ内線?, Marunouchi-sen), ufficialmente "Line No.4 - Marunouchi Line", è una delle linee della metropolitana di Tokyo, gestita dall'operatore Tokyo Metro, a servizio della città di Tokyo, in Giappone. È contrassegnata dal colore rosso e le sue stazioni assumono una sigla in codice composta dalla lettere M o Mb (per la diramazione di Honancho), seguite dal numero progressivo della stazione.

## Fermate

### Linea Marunouchi
| Numero | Stazione          | Giapponese   | Collegamenti | Posizione |
| ------ | ----------------- | ------------ | --- | --------- |
|        | Ogikubo           | 荻窪         | ■ Linea Chūō-Sōbu ■ Linea Rapida Chūō | Suginami  |
|        | Minami-Asagaya    | 南阿佐ヶ谷   | | Suginami  |
|        | Shin-Kōenji       | 新高円寺     | | Suginami  |
|        | Higashi-Kōenji    | 東高円寺     | | Suginami  |
|        | Shin-Nakano       | 新中野       | | Nakano    |
|        | Nakano-Sakaue     | 中野坂上     | Linea Marunouchi Ramo Hōnanchō Linea Ōedo | Nakano    |
|        | Nishi-Shinjuku    | 西新宿       | | Shinjuku  |
|        | Shinjuku          | 新宿         | Linea Ōedo ■ Linea Saikyō ■ Linea Shōnan-Shinjuku ■ Linea Yamanote ■ Linea Chūō ■ Linea Chūō-Sōbu ■ Linea Chūō Rapida ● Linea Keiō ● Linea Odakyū Odawara                                                                                          | Shinjuku  |
|        | Shinjuku-sanchōme | 新宿三丁目   | Linea Fukutoshin Linea Shinjuku | Shinjuku  |
|        | Shinjuku-gyoenmae | 新宿御苑前   | | Shinjuku  |
|        | Yotsuya-sanchōme  | 四谷三丁目   | | Shinjuku  |
|        | Yotsuya           | 四ッ谷       | Linea Namboku | Shinjuku  |
|        | Akasaka-mitsuke   | 赤坂見附     | Linea Namboku Linea Yūrakuchō Linea Hanzōmon Linea Ginza Linea Chiyoda | Minato    |
|        | Kokkai-gijidōmae  | 国会議事堂前 | Linea Ginza Linea Chiyoda Linea Namboku | Chiyoda   |
|        | Kasumigaseki      | 霞ヶ関       | Linea Hibiya Linea Chiyoda | Chiyoda   |
|        | Ginza             | 銀座         | Linea Hibiya Linea Ginza | Chūō      |
|        | Tokyo             | 東京         | ■ Linea Chūō ■ Linea Keihin-Tōhoku ■ Linea Keiyō ■ Linea rapida Sobu ■ Linea Tōkaidō ■ Linea Yamanote ■ Linea Yokosuka ■ Tōhoku Shinkansen ■ Yamagata Shinkansen ■ Akita Shinkansen ■ Jōetsu Shinkansen ■ Hokuriku Shinkansen ■ Tōkaidō Shinkansen | Chiyoda   |
|        | Ōtemachi          | 大手町       | Linea Chiyoda Linea Hanzōmon Linea Tōzai Linea Mita | Chiyoda   |
|        | Awajichō          | 淡路町       | Linea Chiyoda Linea Shinjuku | Chiyoda   |
|        | Ochanomizu        | 御茶ノ水     | ■ Linea Chūō ■ Linea Chūō-Sōbu | Bunkyō    |
|        | Hongō-sanchōme    | 本郷三丁目   | Linea Ōedo | Bunkyō    |
|        | Kōrakuen          | 後楽園       | Linea Namboku Linea Ōedo Linea Mita | Bunkyō    |
|        | Myōgadani         | 茗荷谷       | | Bunkyō    |
|        | Shin-Ōtsuka       | 新大塚       | | Bunkyō    |
|        | Ikebukuro         | 池袋         | Linea Yūrakuchō Linea Fukutoshin ■ Linea Saikyō ■ Linea Shōnan-Shinjuku ■ Linea Yamanote ● Linea Tōbu Tōjō ● Linea Seibu Ikebukuro | Toshima   |

### Linea Marunouchi - Diramazione Hōnanchō

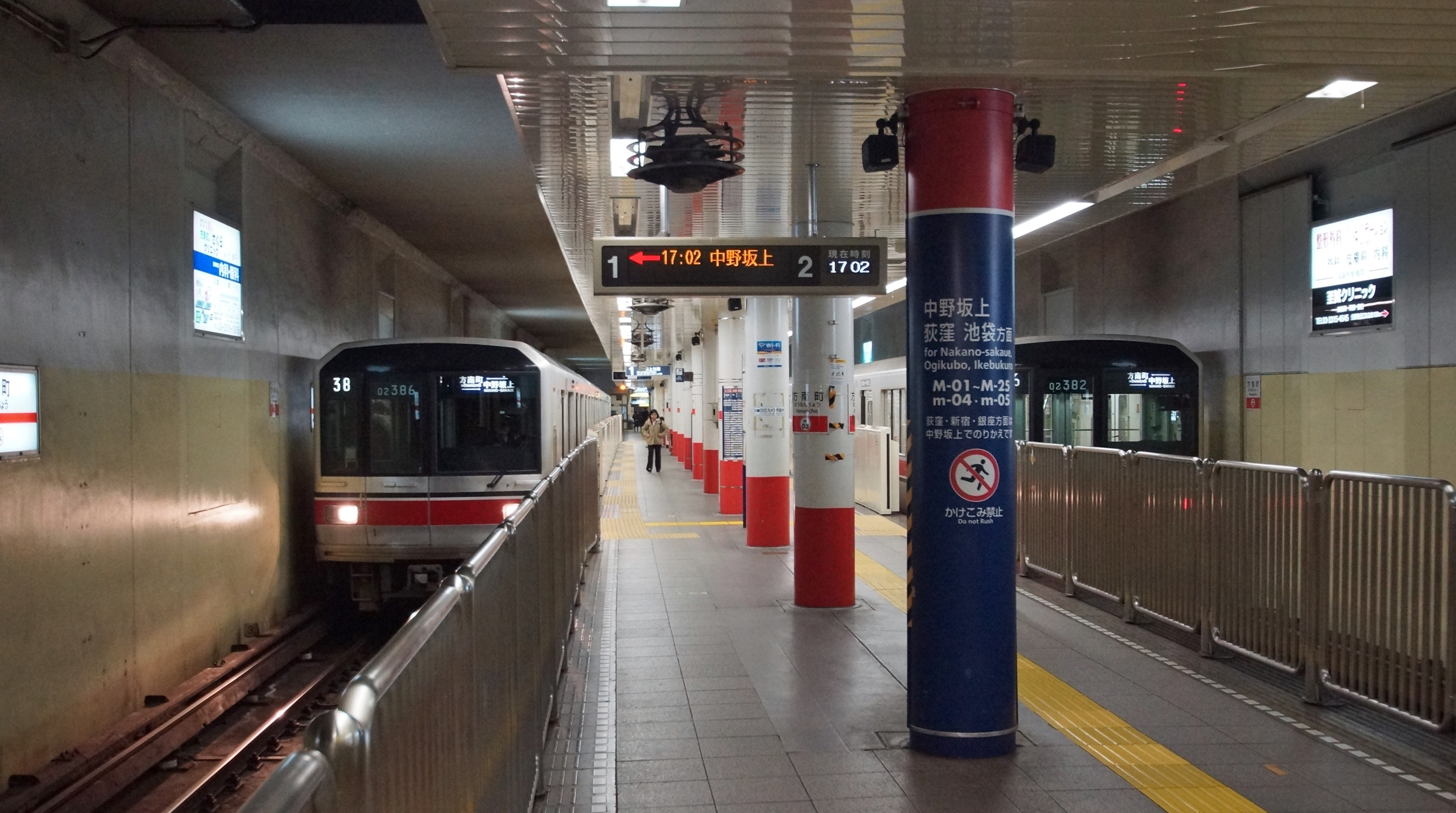
Un treno alla stazione Hōnanchō

| Numero | Stazione         | Giapponese   | Collegamenti                | Posizione |
| ------ | ---------------- | ------------ | --------------------------- | --------- |
|        | Hōnanchō         | 峰南町       |                             | Suginami  |
|        | Nakano-fujimichō | 中野富士見町 |                             | Nakano    |
|        | Nakano-shimbashi | 中野新橋     |                             | Nakano    |
|        | Nakano-sakaue    | 中野坂上     | Linea Marunouchi Linea Ōedo | Nakano    |

## Curiosità
L'intera linea fa da sfondo nella trama dell'anime Mawaru Penguindrum.